# Свято-Троицкая церковь (Некасецк)
Свято-Троицкая церковь - православный храм в д. Некасецк Мядельского района Минской области.

## История
Церковь была построена на средства местного помещика Чернявского.
В 1926 году, на праздник Преображения Господнего, храм был освящен в честь Святой Троицы.
По воспоминаниям местных жителей, первыми священниками были Мороз, Пиликовский.
При церкви существовал приют для мальчиков-сирот, количество которых колебалось от 15 до 20.
Уроженец Некасецка, участник Первой мировой войны Александр Павлович Воробей остался безземельным, у него не было даже лошади. Он всю жизнь прислуживал в местной церкви.
Зимой 1947-1948 гг. вдова священника Кобыльникской церкви Анастасия Лапицкая вместе с сыном Ростиславом была принудительна выселена из Кобыльника, так как дом был нужен для заселения нового участкового. Семья перебралась в Некасецк и стала проживать в доме, принадлежащем причту Троицкой церкви.
В годы советской власти в церкви служил иерей Василий Саввич Линкевич.
28 января 1971 года "скончался бывший настоятель Некасецкой церкви, заштатный протоиерей о. Петр Пароменский", - сообщалось в послании №18 от 24 февраля 1971 года благочинного протоиерея А. Маевского всечестному духовенству 2-го Минского округа.
Некоторое время в церкви служил иерей Адам Васильевич Липский, впоследствии благочинный Мядельского округа.
В июле 1993 года настоятелем храма стал иерей Петр Евдокимович Богуцкий.
Большую помощь в возрождении церкви оказали Анна Антоновна Богуцкая - мать настоятеля церкви, староста М.М. Вархопович, а также В.М. Малько, М.М. Паршуто, К.А. Казаченко, А.М. Чернявская, Г.С. Медведева, руководитель подсобного хозяйства "Дягили" Р.З. Богуцкий.
27 июня 1999 года престол храма освятил митрополит Минский и Слуцкий Филарет, Патриарший Экзарх всея Беларуси.